# Drebber
Drebber er en kommune i Landkreis Diepholz i amtet ("Samtgemeinde") Barnstorf, i den tyske delstat Niedersachsen. Drebber ligger mellem Naturpark Wildeshauser Geest mod nord, og Naturpark Dümmer og Rehdener Geestmoor mod syd, og mellem Barnstorf i nordøst, og Diepholz mod sydvest. Nord for kommunen ligger Große Moor, mod sydvest Kellenberge. Floden Hunte løber gennem kommunen.
Kommunen Drebber blev dannet 1. marts 1974 ved en sammenlægning af de tidligere kommuner Cornau (Flecken), Jacobidrebber og Mariendrebber.